# 148707 Dodelson
148707 Dodelson este un asteroid din centura principală de asteroizi.

## Descriere
148707 Dodelson este un asteroid din centura principală de asteroizi. A fost descoperit pe 19 septembrie 2001 la Apache Point Observatory în cadrul programului Sloan Digital Sky Survey. Asteroidul prezintă o orbită caracterizată de o semiaxă mare de 2,61 ua, o excentricitate de 0,19 și o înclinație de 14,8° în raport cu ecliptica.